# Мэр округа Колумбия
Мэр округа Колумбия — глава исполнительной ветви власти в столице Соединённых Штатов Америки Вашингтоне (округ Колумбия). В обязанности мэра входит обеспечение соблюдения городских законов, также он обладает полномочиями по утверждению законопроектов, принятых Советом округа Колумбия, или же по наложению на них вето. Кроме того, мэр курирует все городские службы, общественную собственность, полицию, противопожарную защиту, большинство государственных организаций, а также систему общественных школ на территории округа Колумбия. Помимо прочего, мэрия занимается регулированием ежегодного городского бюджета, на 2016 год составлявшего 13,8 миллиарда долларов.
Рабочий кабинет мэра находится в здании Уилсон-билдинг в центре Вашингтона. Мэр назначает ряд должностных лиц, в том числе заместителя мэра по вопросам образования, заместителя по планированию и экономическому развитию, главу администрации, управляющего делами городских общественных школ, чиновников кабинета по делам латиноамериканцев, а также руководителей подразделений городских органов власти.

## История
Структура городского правительства Вашингтона менялась несколько раз, с тех пор как в 1802 году муниципалитет город Вашингтон в составе округа Колумбия официально получил собственное правительство. В период с 1802 по 1812 годы мэр назначался решением лично Президента Соединённых Штатов; первым мэром Вашингтона стал Роберт Брент, назначенный в 1802 году Томасом Джефферсоном. В 1812—1820 годах мэры города выбирались городским советом. С 1820 по 1871 годы мэр избирался всенародно.
Первоначально округ Колумбия включал в себя четыре отдельных муниципальных образования, управляемых независимо друг от друга: город Вашингтон, Джорджтаун, округ Александрия (передан штату Виргиния в 1846 году) и невключённые территории, известные как округ Вашингтон. По закону о реорганизации округа Колумбия 1871 года округ объединялся под управлением единого территориального правительства, главой исполнительной власти которого был губернатор. Эта должность была упразднена в 1874 году, после всего лишь двух губернаторов (Генри Кука и Александра Роби Шеперда), и заменена Советом управляющих в составе трёх членов, назначаемых президентом. Такая система существовала до 1967 года, когда президент Линдон Джонсон ввёл пост уполномоченного мэра, также назначаемого президентом. За восемь лет своего существования этот пост занимал только один человек — Уолтер Вашингтон.
В 1973 году Конгресс принял закон о самоуправлении округа Колумбия, предусматривающий избрание мэра и 13 членов Законодательного совета округа, с первыми выборами, назначенными на следующий год[уточнить]. 5 ноября 1974 года действующий уполномоченный мэр Уолтер Вашингтон был избран первым в рамках политики местного самоуправления мэром округа Колумбия.
В 1978 году на праймериз Демократической партии победил Мэрион Бэрри, он был избран мэром и прослужил на этом посту три четырёхлетних срока подряд. В период его нахождения в должности городское правительство подвергалось особенно сильной критике за плохое управление и растраты; по мнению аналитиков журнала Washington Monthly, на 1989 год правительство округа было худшим в Америке. В 1990 году, в связи с нахождением в течение 6 месяцев под арестом в ходе судебного разбирательства по обвинениям в хранении наркотиков, Бэрри решил не баллотироваться на переизбрание (в дальнейшем он был осуждён ещё на шесть месяцев тюремного заключения). В 1991 году Шерон Прэтт Келли стала первой чернокожей женщиной, возглавившей крупный американский город.
Бэрри снова был избран в 1994 году и в течение своего срока критиковался за финансовые проблемы, с которыми город сталкивался в тот период. В 1995 году Конгресс создал Совет округа Колумбия по финансовому контролю для надзора за всеми муниципальными расходами и реабилитации городского правительства. В 1998 году на выборах мэра одержал победу Энтони Уильямс. Период его правления отличался процветанием, реконструкцией города и профицитом бюджета. В 2001 году округ восстановил контроль над своими финансами, и надзорная деятельность совета была приостановлена.
В 2006 году Уильямс не стал баллотироваться на новый срок. В этом году член окружного совета Эдриан Фенти победил в предварительных выборах Демократической партии председателя совета Линду Кропп, и в дальнейшем занял пост мэра, приступив к исполнению обязанностей с 2007 года. Вскоре после вступления в должность Фенти получил разрешение от совета на прямое управление и налаживание деятельности неэффективно работающей городской системы общественных школ. Однако, в августе 2010 года Фенти проиграл на праймериз Демократической партии бывшему председателю совета Винсенту Грею. Грей победил на всеобщих выборах и вступил в должность мэра в январе 2011 года с обещанием открыть экономические возможности для большего числа жителей города и не обеспеченных ранее достаточным вниманием властей районов.

### Официальная резиденция
Мэр округа Колумбия не имеет официальной резиденции, хотя её и неоднократно предлагалось организовать, ещё начиная с создания должности в 1974 году. В 2000 году мэр Энтони Уильямс с одобрения Совета округа сформировал комиссию по изучению возможности приобретения собственности и здания для использования в качестве официальной резиденции мэра. Комиссия рассмотрела несколько вариантов, в том числе старый военно-морской госпиталь на Капитолийском холме, дом смотрителя на территории Госпиталя св. Елизаветы, а также несколько бывших посольств и канцелярий, выпустив в итоге окончательный отчёт, рекомендовавший принять план Фонда Юджина Б. Кейси, предполагавший частное финансирование строительства резиденции в районе Фоксхолл и дальнейший дар её городу под названием «Особняк Кейси».
Совет утвердил план в 2001 году. Однако жители были против этого плана на том основании, что следование ему привело бы к обособлению мэра от его избирателей, учитывая также, что выбранное расположение, вместо того, чтобы, возможно, символизировать экономическое и этническое разнообразие округа Колумбия, помещает мэра в один из самых эксклюзивных районов, с в высоким процентом белого населения, как и жителей с высоким уровнем дохода; кроме того, план Фонда Кейси предполагал приобретение четырёх акров земли национального парка для закрепления их за будущим особняком. После нескольких месяцев задержки, вызванных этими политическими затруднениями, в октябре 2003 года работы по проекту начали продвигаться. Однако в декабре того же года Фонд Кейси внезапно объявил, что отказывается от планов относительно резиденции мэра и жертвует территорию Армии Спасения. Какие-либо планы по строительству резиденции не реализованы до сих пор.

## Выборы
Срок нахождения в должности мэра длится 4 года, при этом переизбираться возможно неограниченное число раз. Кандидаты должны проживать и быть зарегистрированы в качестве избирателей в округе Колумбия в течение по крайней мере одного года к дате выборов. Выборы проводятся в один год с промежуточными выборами в Конгресс в ноябрьский день выборов. Однако, поскольку электорат округа является в основном демократическим (более 80 % избирателей), на практике мэр определяется на праймериз, проходящих во второй вторник сентября.
Новоизбранный мэр принимает присягу 2 января после выборов, произнося следующую клятву:

I, (mayor’s name), do solemnly swear (or affirm) that I will faithfully execute the laws of the United States of America and of the District of Columbia, and will to the best of my ability, preserve, protect and defend the Constitution of the United States, and will faithfully discharge the duties of the office of Mayor of the District of Columbia, which I am about to enter.— Кодекс округа Колумбия, § 1–604.08.

## Замещение должности
В случае смерти мэра, находящегося в должности, его неспособности исполнять свои обязанности или досрочном уходе в отставку председатель совета округа Колумбия назначается исполняющим обязанности мэра до тех пор, пока избирательная комиссия округа не сможет провести и удостоверить внеочередные выборы мэра. Такие выборы должны быть проведены во вторник, не ранее чем через 70 дней и не позднее чем через 174 дня после досрочного освобождения поста мэра. По состоянию на январь 2021 года такого рода ситуаций в истории должности не возникало.

## Обязанности и полномочия
Мэр отвечает за соблюдение всех городских законов, администрирует и координирует работу городских департаментов, включая назначение главы администрации и руководителей департаментов (по согласованию с Советом), устанавливает политику и задачи работы Совета, занимается подготовкой городского бюджета и представляет его в конце каждого финансового года. Мэр имеет полномочия утверждать законопроекты, принятые Советом округа Колумбия, или накладывать на них вето, представлять сам проекты законодательных актов на рассмотрение Совета, предлагать действия или принятие законодательства федерального уровня непосредственно президенту или Конгрессу США. Как руководитель городской исполнительной власти мэр имеет полномочия по разработке и принятию указов относительно отделов и должностных лиц под его юрисдикцией, а также по реорганизации любых подразделений исполнительной власти (кроме случаев формального неодобрения таких его намерений или действий Советом). Кроме того, мэр имеет право выступать перед Советом или любым из его комитетов.

## Список мэров
За более чем 200-летнюю историю округа структура и способ избрания его руководства неоднократно менялись. Непосредственно созданную в 1973 году должность мэра округа Колумбия занимали следующие персоны:
| Мэр | Мэр | Мэр               | Начало срока  | Конец срока   | Партия | Партия   |
| --- | --- | ----------------- | ------------- | ------------- | ------ | -------- |
| 1   |     | Уолтер Вашингтон  | 2 января 1975 | 2 января 1979 |        | Демократ |
| 2   |     | Мэрион Барри      | 2 января 1979 | 2 января 1991 |        | Демократ |
| 3   |     | Шерон Прэтт Келли | 2 января 1991 | 2 января 1995 |        | Демократ |
| 4   |     | Мэрион Барри      | 2 января 1995 | 2 января 1999 |        | Демократ |
| 5   |     | Энтони Уильямс    | 2 января 1999 | 2 января 2007 |        | Демократ |
| 6   |     | Эдриан Фенти      | 2 января 2007 | 2 января 2011 |        | Демократ |
| 7   |     | Винсент Грей      | 2 января 2011 | 2 января 2015 |        | Демократ |
| 8   |     | Мюриел Баузер     | 2 января 2015 | В должности   |        | Демократ |